# 九龍巴士87K線
九龍巴士87K線是香港新界的一條日間巴士路線，循環行走大學站及錦英苑之間。本線下設兩條附助線：
87P線，於星期一至五上課日上午由利安單向前往頌安。
87S線，為87K線的特快線，並不途經恆康街、頌安邨及馬鞍山市中心，於星期一至六繁忙時間循環行走錦英苑及大學站之間。

## 歷史
- 1992年8月1日：87K線投入服務，來往馬鞍山市中心至大學站[1]。
- 1993年1月28日：87K線由馬鞍山市中心延長至錦英苑，並改為循環運作。
- 1994年6月27日：87S線投入服務，初期只在上午繁忙時間行走，循環行走大學站及錦英苑之間。
- 1994年12月28日：87S線增設下午繁忙時間班次。
- 1995年4月6日：87S線上午繁忙時間班次改為循環行走錦英苑及大學站之間。
- 2001年12月1日：87K線新增深夜特別班次由大學站單向往利安。
- 2002年中：87S線下午繁忙時間班次廷長至20:00。
- 2005年1月23日：因馬鞍山綫通車，九巴馬鞍山巴士線重組，285線及287K線停駛，285線早晨特別班次改稱87P但取消星期六的服務；87K線往大學站方向改為駛經馬鞍山市中心巴士總站及頌安邨巴士總站後才駛往耀安。同時87K線及87S線改為全空調服務及降低車費[2]。
- 2010年9月1日：應居民要求，87P路線中途在錦英路錦英苑增設分站[3]。
- 2015年9月5日：增設到站時間預報。[4]
- 2016年5月9日：87K線清晨特別班次增至2班；87P線延長至頌安，並修改開出時間。[5][6][7][8]
- 2019年11月12日：受港鐵大學站因遭受嚴重破壞而封閉影響，87K及87S線於當日下午起暫停服務[9]，其間改以往來烏溪沙站及大埔墟站之274S線以作替代[10]，至2019年12月21日頭班車起恢復正常。[11]
- 2024年6月16日：87K線來回方向於馬鞍山路近錦駿苑增設中途站。[12][13]

## 服務時間及班次
87K常規班次
| 大學站開         | 大學站開    | 大學站開     |
| 日期             | 服務時間    | 班次（分鐘） |
| ---------------- | ----------- | ------------ |
| 星期一至五       | 05:30-06:06 | 12           |
| 星期一至五       | 06:06-06:27 | 7            |
| 星期一至五       | 06:27-07:39 | 8            |
| 星期一至五       | 07:39-09:00 | 9            |
| 星期一至五       | 09:00-10:00 | 10           |
| 星期一至五       | 10:00-12:00 | 12           |
| 星期一至五       | 12:00-17:00 | 10           |
| 星期一至五       | 17:00-18:30 | 6            |
| 星期一至五       | 18:30-19:12 | 7            |
| 星期一至五       | 19:12-19:20 | 8            |
| 星期一至五       | 19:20-23:00 | 10           |
| 星期一至五       | 23:00-00:00 | 12           |
| 星期六           | 05:30-06:18 | 12           |
| 星期六           | 06:18-10:02 | 8            |
| 星期六           | 10:02-14:00 | 8/9          |
| 星期六           | 14:00-16:30 | 10           |
| 星期六           | 16:30-18:40 | 6/7          |
| 星期六           | 18:40-21:00 | 10           |
| 星期六           | 21:00-00:00 | 12           |
| 星期日及公眾假期 | 05:30-06:30 | 12           |
| 星期日及公眾假期 | 06:30-07:40 | 10           |
| 星期日及公眾假期 | 07:40-10:35 | 7            |
| 星期日及公眾假期 | 10:35-15:40 | 6/7          |
| 星期日及公眾假期 | 15:40-19:52 | 7            |
| 星期日及公眾假期 | 19:52-22:00 | 8            |
| 星期日及公眾假期 | 22:00-00:00 | 12           |

87K特別班次
- 錦英苑 → 大學站：
  - 每日：05:15、05:30
- 大學站 → 利安：
  - 每日：00:12、00:25、00:37、00:50、01:05
- 馬鞍山市中心 → 大學站：
  - 星期一至六：07:00-09:00（每12-15分鐘一班，星期日及公眾假期不設服務）

87P
- 星期一至五：
  - 利安開：07:12、07:30、07:40

星期六、日及公眾假期不設服務
87S
| 錦英苑開   | 錦英苑開    | 錦英苑開     | 大學站開   | 大學站開    | 大學站開     |
| 日期       | 服務時間    | 班次（分鐘） | 日期       | 服務時間    | 班次（分鐘） |
| ---------- | ----------- | ------------ | ---------- | ----------- | ------------ |
| 星期一至六 | 06:40-09:00 | 10           | 星期一至六 | 17:05-20:05 | 15           |
| 星期一至六 | 09:00-09:30 | 15           |            |             |              |

星期日及公眾假期不設服務

## 收費
全程：$5.1
| - 本線設有12歲以下小童及65歲或以上長者半價優惠。 - 65歲或以上香港居民使用「樂悠咭」，以及12歲以下合資格殘疾兒童使用「殘疾人士身份」個人八達通繳付車資，均可享有每程$2.0或半價（以較低者為準）的票價優惠；12至64歲合資格殘疾人士使用「殘疾人士身份」個人八達通（包括「樂悠咭」），以及60至64歲香港居民使用「樂悠咭」繳付車資，均可享有每程$2.0或全費（以較低者為準）的票價優惠。 - 65歲或以上長者如使用長者或一般個人八達通繳付車資，則只可享有半價優惠；12至64歲合資格殘疾人士如不使用「殘疾人士身份」個人八達通，以及60至64歲人士如不使用「樂悠咭」繳付車資，必須繳付全費。 - 乘客可以現金或八達通於上車時付款，不設找續。 - 每位成人乘客可免費攜帶最多兩名4歲以下而不佔座位的兒童乘客乘車，超額之4歲以下小童必須繳付小童車費乘車。 - 持有「九巴月票」之乘客在車票有效期內，每日可享最多10程任何九龍巴士及龍運巴士路線（包括本路線，以及聯營路線的九龍巴士／龍運巴士提供的班次；惟乘搭機場「A」及「NA」線則可享原價二七折優惠（不會計算每天10次合資格車程））；而B1線則每日可享最多各2程（不會計算每天10次合資格車程）。 - 九龍巴士、城巴、龍運巴士及陽光巴士全職員工及家屬（不包括外判職員）可免費乘搭本路線，惟必須拍職員或職員家屬八達通。 - 乘客亦可透過多元化電子支付系統（e度嘟）繳付車資，包括使用非接觸式VISA卡、JCB卡、萬事達卡、銀聯卡、美國運通、大來國際、Discover Card、Apple Pay、Google Pay、Samsung Pay、AlipayHK「易乘碼」、支付寶、WeChatHK／微信支付「搭車碼」、銀聯雲閃付「乘車碼」及BOC Pay「乘車碼」。乘客使用此付款方式，使用此支付方式的乘客可享有中途下車之分段收費，以及與其他九巴／龍運獨營路線或聯營線九巴／龍運班次之轉乘優惠，惟不適用於與非九巴／龍運路線之轉乘優惠，亦不能享有「公共交通費用補貼計劃」及「長者及合資格殘疾人士公共交通票價優惠計劃」。 |

### 八達通轉乘優惠
乘客登上本線往錦英苑後150分鐘內以同一張八達通卡轉乘A41P線往機場，或從A41P線往烏溪沙站登車後150分鐘內以同一張八達通卡轉乘本線往大學站，次程可獲$6車資折扣優惠。

## 使用車輛
最初派八十年代行走的利蘭珍寶/平頂寶巴士（D）行走，及後很快便以「雞車」利蘭勝利二型（G）及利蘭奧林比安（3BL）非空調巴士為主帥。其後90年代則多以丹尼士巨龍11米（S3N）非空調巴士行駛。
2005年1月23日起，改為全線空調巴士服務後，本線不設超低地台巴士服務（以富豪奧林比安 11米 (AV) 為主）。直至2010年7月31日，九巴陸續加入超低地台巴士行走。
現時本線使用2輛富豪超級奧林比安 12米（AVW）、6輛亞歷山大丹尼士Enviro 500 12米（ATE）及2輛亞歷山大丹尼士Enviro 500 MMC 12米（1輛ATENU及1輛E5T），均屬沙田車廠。
| 車隊編號 | 車牌   |
| -------- | ------ |
| AVW87    | LZ5663 |
| AVW90    | LZ8569 |
| ATE167   | LM8782 |
| ATE168   | LM8813 |
| ATE172   | LM9695 |
| ATE218   | LS4896 |
| ATE251   | MG9003 |
| ATE255   | MH3836 |
| E5T17    | TJ8978 |
| ATENU109 | SF9022 |

## 行車路線
87K
常規班次經：澤祥街、大老山公路、馬鞍山路、恆康街、西沙路、馬鞍山路、錦英路、西沙路、馬鞍山市中心公共運輸交匯處、西沙路、頌安邨通道、頌安巴士總站、頌安邨通道、恆康街、馬鞍山路、大老山公路及澤祥街。
深夜特別班次經：澤祥街、大老山公路、馬鞍山路、恆康街、西沙路、馬鞍山路、錦英路及利安邨通道。
87P
經：利安邨通道、錦英路、馬鞍山路、恆康街、恆錦街、恆安總站及恆康街。
87S
上午班次經：錦英路、西沙路、馬鞍山路、大老山公路、澤祥街、大老山公路、馬鞍山路及錦英路。
下午班次經：澤祥街、大老山公路、馬鞍山路、錦英路、西沙路、馬鞍山路、大老山公路及澤祥街。

### 沿線車站
87K
| 1          | 大學站巴士總站       | 馬料水公共運輸交匯處       |
| 大老山公路 |                      |                            |
| 2          | 錦駿苑               | 馬鞍山路                   |
| 3          | 恆安邨               | 恆康街                     |
| 4          | 馬鞍山運動場         | 恆康街                     |
| 5          | 福安花園             | 西沙路                     |
| 6          | 海栢花園             | 西沙路                     |
| 7          | 馬鞍山警署           | 馬鞍山路                   |
| 8          | 錦英苑               | 錦英路                     |
| 9          | 錦龍苑               | 錦英路                     |
| ^          | 利安巴士總站         | 利安公共運輸交匯處         |
| 10         | 富寶花園             | 西沙路                     |
| 11         | 馬鞍山市中心巴士總站 | 馬鞍山市中心公共運輸交匯處 |
| 12＊       | 頌安巴士總站         | 頌安巴士總站               |
| 13         | 馬鞍山運動場         | 恆康街                     |
| 14         | 耀安邨耀謙樓         | 恆康街                     |
| 15         | 錦駿苑               | 馬鞍山路                   |
| 大老山公路 |                      |                            |
| 14         | 大學站巴士總站       | 馬料水公共運輸交匯處       |

註：

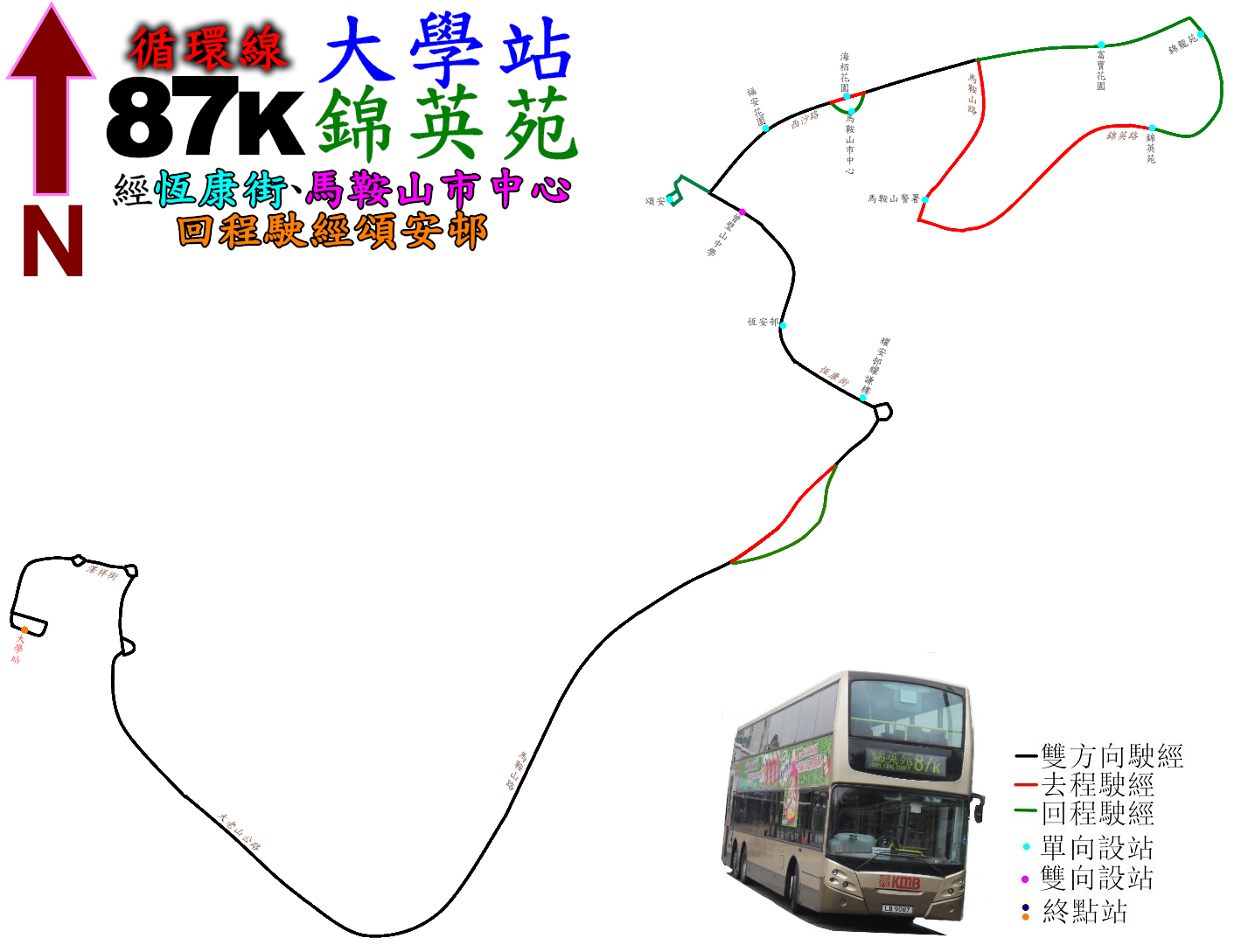
本線的走線圖

- ＊平日星期一至六06:46至08:42由大學站開出的班次不經頌安巴士總站。
- 有 ^ 號之車站祇適用於深夜特別班次，並以該站為終點站，不會返回大學站。

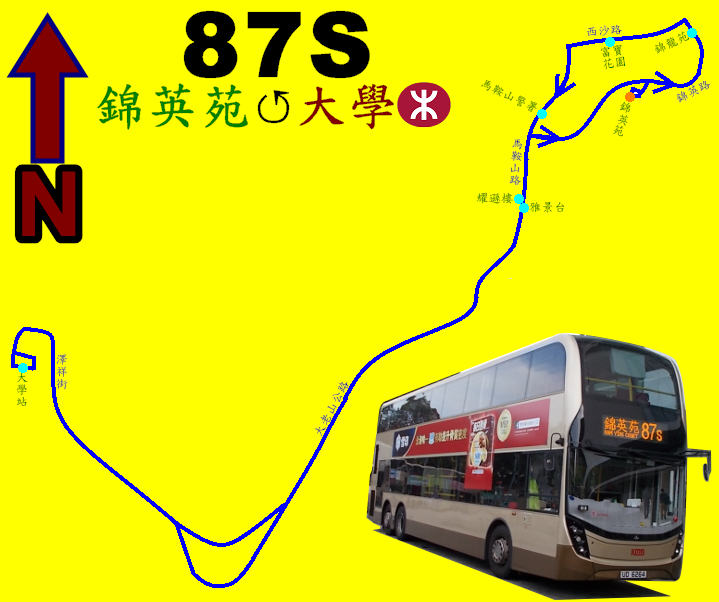
87S線早上班次的走線圖

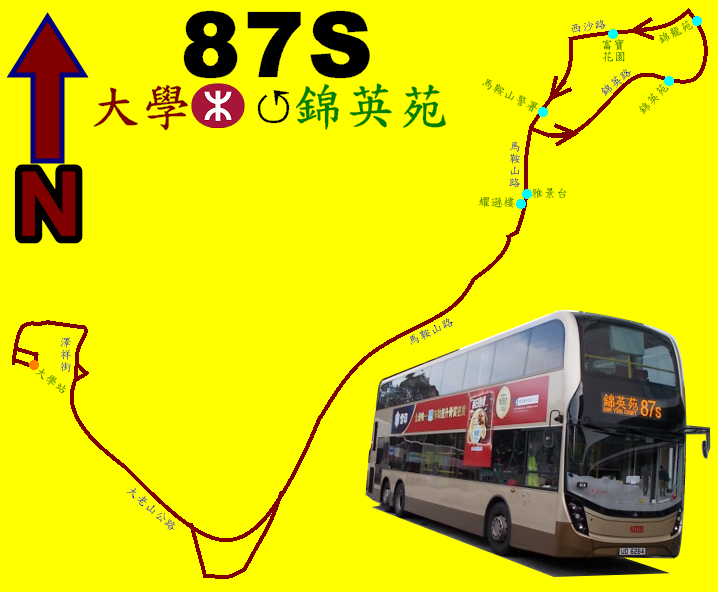
87S線黃昏班次的走線圖

87P
| 利安開 | 利安開       | 利安開             |
| 序號   | 車站名稱     | 位置               |
| ------ | ------------ | ------------------ |
| 1      | 利安巴士總站 | 利安公共運輸交匯處 |
| 2      | 錦英苑       | 錦英路             |
| 3      | 恆安巴士總站 | 恆安巴士總站       |
| 4      | 頌安巴士總站 | 頌安巴士總站       |

87S
| 錦英苑開（上午班次） | 錦英苑開（上午班次） | 錦英苑開（上午班次） | 大學站開（下午班次） | 大學站開（下午班次） | 大學站開（下午班次） |
| 序號                 | 車站名稱             | 位置                 | 序號                 | 車站名稱             | 位置                 |
| -------------------- | -------------------- | -------------------- | -------------------- | -------------------- | -------------------- |
| 1                    | 錦英苑               | 錦英路               | 1                    | 大學站巴士總站       | 馬料水公共運輸交匯處 |
| 2                    | 錦龍苑               | 錦英路               | 2                    | 耀安邨耀遜樓         | 馬鞍山路             |
| 3                    | 富寶花園             | 西沙路               | 3                    | 錦英苑               | 錦英路               |
| 4                    | 馬鞍山警署           | 馬鞍山路             | 4                    | 錦龍苑               | 錦英路               |
| 5                    | 雅景臺               | 馬鞍山路             | 5                    | 富寶花園             | 西沙路               |
| 6                    | 大學站               | 馬料水公共運輸交匯處 | 6                    | 馬鞍山警署           | 馬鞍山路             |
| 7                    | 耀安邨耀遜樓         | 恆康街               | 7                    | 雅景臺               | 馬鞍山路             |
| 8                    | 錦英苑               | 錦英路               | 8                    | 大學站巴士總站       | 馬料水公共運輸交匯處 |

## 使用狀況
本線為馬鞍山一帶提供接駁東鐵綫的服務。雖然可以乘坐港鐵直接來往馬鞍山，但需要前往大圍才能轉乘，對前往大埔或北區的乘客較為費時，因此大部份來往大埔或北區的乘客也會乘坐本線再轉乘東鐵綫。叧外，也有不少乘本線往來馬鞍山區内的短途乘客，因此本線長期以來客量甚高，亦是班次最頻密的沙田區區内路線，毎天全日班次達6-12分鐘。
而對於居住於錦英苑、利安邨、富寶花園的居民而言，87S線為他們提供往來大學站的特快服務，87K線則較迂迴費時，因此繁忙時間87S線經常為87K線提供分流乘客及紓緩後者壓力的作用。
由於車程較短，即使上層仍有座位，有不少乘客寧願站立（非繁忙時間為甚），使本線偶爾出現假頂閘的情況。